# Быть или не быть (фильм, 1983)
«Быть или не быть» (англ. To Be or Not to Be) — кинофильм. Ремейк одноимённого фильма 1942 года.

## Сюжет
1939 год. В оккупированной немцами Варшаве существует комический театр, директор которого Бронский (Мел Брукс) не доволен существующим режимом. Его жена (Энн Бэнкрофт) тайно от мужа спасает неугодных фашистам людей. И все они собираются покинуть Польшу и перебраться в Великобританию, в чём им помогает польский лётчик, влюблённый в актрису.

## В ролях
| Актёр           | Роль                      |
| --------------- | ------------------------- |
| Мел Брукс       | Фредерик Бронски          |
| Чарльз Дёрнинг  | полковник Эрхардт         |
| Энн Бэнкрофт    | Анна Бронски              |
| Кристофер Ллойд | капитан Шульц             |
| Джордж Гейнз    | Равич                     |
| Хосе Феррер     | профессор Силетски        |
| Тим Мэтисон     | лейтенант Анджей Собински |
| Ронни Грэхем    | Сондхэйм                  |
| Эстелл Рейнер   | Груба                     |
| Заль Кесслер    | Билер                     |
| Джек Рилей      | Добиш                     |
| Левис Стадлен   | Люпински                  |
| Джордж Винер    | Ратковски                 |
| Курт Лоуэнс     | офицер аэропорта          |

## Создатели фильма
- Режиссёр: Алан Джонсон
- Сценаристы: Ронни Грэхем, Мельхиор Ленгиел (история), Эрнст Любич (история), Эдвин Майер (сценарий 1942 года), Томас Михан
- Продюсер: Мел Брукс
- Композиторы: Джон Моррис
- Оператор: Джеральд Хиршфельд
- Монтаж: Алан Балзам
- Художник по костюмам: Альберт Вольски

## Саундтрек
Фильм получил международную известность благодаря включению в саундтрек противоречивой песни «To Be or Not to Be (The Hitler Rap)» (с англ. — «Быть или не быть (Гитлеровский рэп)»), высмеивающей немецкое общество 1940-х годов, в которой Брукс сыграл Гитлера.

## Награды и номинации

### Номинации
- 1984 — «Оскар» — Лучшая мужская роль второго плана Чарльз Дёрнинг